# Gouania taolagnarensis
Gouania taolagnarensis är en brakvedsväxtart som beskrevs av Buerki, Phillipson och Callm.. Gouania taolagnarensis ingår i släktet Gouania och familjen brakvedsväxter. Inga underarter finns listade i Catalogue of Life.